# Birindzhi-Bilyadzhik
Birindzhi-Bilyadzhik (azerbajdzjanska: Biləcik) är en ort i Azerbajdzjan.   Den ligger i distriktet Şəki Rayonu, i den nordvästra delen av landet, 270 kilometer väster om huvudstaden Baku. Birindzhi-Bilyadzhik ligger 326 meter över havet och antalet invånare är 1 399.
Terrängen runt Birindzhi-Bilyadzhik är varierad. Närmaste större samhälle är Qax, 9,7 kilometer norr om Birindzhi-Bilyadzhik.
Trakten runt Birindzhi-Bilyadzhik består till största delen av jordbruksmark. Runt Birindzhi-Bilyadzhik är det ganska glesbefolkat, med 38 invånare per kvadratkilometer.